# Моя чарівна леді (мюзикл)
«Моя чарівна леді» (англ. My Fair Lady) — мюзикл. Фредерика Лоу  — Алан Джей Лернер, музика Фредеріка Лоу.

## Загальні відомості
Заснований на п'єсі «Пігмаліон» Бернарда Шоу 1916 року. Прем'єра мюзиклу відбулася 1956 року, в головних ролях — Рекс Гаррісон і Джулія Ендрюс.
1960 року в СРСР відбулись гастролі бродвейського театру Марка Геллінгера (Mark Hellinger Theatre) з виставою «Моя чарівна леді». За майже два місяці її відвідали десятки тисяч глядачів Москви, Ленінграда і Києва. В головних ролях були: Лола Фішер (Еліза Дулітл), Едуард Мулгейр і Майкл Еванс (Генрі Хіггінс), Роберт Кут (полковник Пікерінг), Чарльз Віктор (Альфред Дулітл), Рід Шелтон (Фредді Ейнсфорд-Гілл).
1964 мюзикл було екранізовано. Фільм «Моя чарівна леді» отримав кінопремію «Оскар» як найкращий фільм року.
1970 року у Навчальному театрі Київського державного інституту театрального мистецтва режисер Михайло Карасьов поставив «Мою чарівну леді», котра мала величезний успіх у глядачів.

## Постановки в Україні
- Київський театр оперети, режисер-постановник Богдан Струтинський[2]
- Вінницький музично-драматичний театр імені Садовського, режисер-постановник Тарас Мазур[3]
- Одеський академічний театр музичної комедії імені М. Водяного, режисер-постановник Семен Штейн, режисер Володимир Фролов[4]
- Рівненський український музично-драматичний театр, режисер-постановник Максим Булгаков[5]
- Харківський академічний театр музичної комедії, режисер-постановник Аркадій Клейн[6]
- Волинський обласний академічний музично-драматичний театр імені Тараса Шевченка, режисер-постановник Петро Ластівка[7]